# Kętrzyn (district)
Kętrzyn (powiat kętrzyński) is een district (powiat) in de Poolse woiwodschap Ermland-Mazurië. Het district heeft een oppervlakte van 1212,97 km² en telt 65.040 inwoners (2014).

## Steden
- Kętrzyn (Rastenburg)
- Korsze (Korschen)
- Reszel (Rößel)

Stadsdistricten:
Elbląg · Olsztyn

Districten:
Bartoszyce · Braniewo · Działdowo · Elbląg · Ełk · Giżycko · Gołdap · Iława · Kętrzyn · Lidzbark Warmiński · Mrągowo · Nidzica · Nowe Miasto Lubawskie · Olecko · Olsztyn · Ostróda · Pisz · Szczytno · Węgorzewo

Grootste steden:
Bartoszyce · Działdowo · Elbląg · Ełk · Iława · Giżycko · Kętrzyn · Mrągowo · Ostróda · Olsztyn · Szczytno